# Ian Hunter

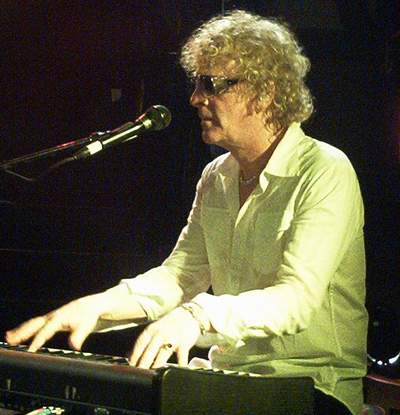
Ian Hunter, 2004

Ian Hunter, właściwie Ian Hunter Patterson (ur. 3 czerwca 1939 w Oswestry) – angielski, wokalista, muzyk, kompozytor i instrumentalista. 
Hunter był wokalistą grupy Mott the Hoople, a po jej rozpadzie współpracował z takimi wykonawcami, jak The Apex Group, The Spiders from Mars, E Street Band czy Ringo Starr.
W kwietniu 1992 roku wystąpił na stadionie Wembley na The Freddie Mercury Tribute Concert.

## Filmografia
- "Bad Company: The Official Authorised 40th Anniversary Documentary" (2014, film dokumentalny, reżyseria: Jon Brewer)[2]